# The Winner Takes It All (ABBA)
The Winner Takes It All is een nummer van de Zweedse popgroep ABBA. Het nummer werd uitgebracht als eerste single van hun zevende album Super Trouper. Het nummer is een ballad die gaat over het einde van een romance.

## Geschiedenis
The Winner Takes It All had oorspronkelijk de titel The Story of my Life. Het nummer werd, net als alle andere ABBA-nummers, geschreven door Björn Ulvaeus en Benny Andersson. De zang is in dit nummer van Agnetha Fältskog. De teksten van het nummer lijken te slaan op de scheiding tussen Ulvaeus en Fältskog in 1979. Dit wordt echter ontkend door beiden. Ulvaeus zegt hierover dat de basis van het nummer "de ervaring van een scheiding is, maar wel een fictieve. In ons geval was er geen winnaar of verliezer. Veel mensen denken dat het nummer realiteit is, maar dat is niet het geval".
In Groot-Brittannië werd The Winner Takes It All gekozen tot beste nummer van ABBA (1999) en als favoriete scheidingsnummer (2006). Beide stemmingen werden georganiseerd door Channel Five.

## Ontvangst
The Winner Takes It All was voor ABBA de zesde nummer 1-hit in de Top 40 en de zevende in de Nationale Hitparade. Het nummer is de succesvolste ABBA-hit in de Top 40 en de hit van het jaar in 1980. Het nummer werd tevens gekozen tot Alarmschijf. In de Nationale Hitparade stond het nummer 5 weken op de eerste plaats. Alleen Dancing Queen stond daarin langer op nummer één, namelijk 7 weken. In de Top 100-verkooplijst van 1980 stond The Winner Takes It All op de negende plaats.
Ook in het Verenigd Koninkrijk kwam het nummer op de eerste plaats, het was het achtste ABBA-nummer dat deze eer behaalde. In Ierland, België en Zuid-Afrika werd ook de nummer-1 plaats behaald. In de Verenigde Staten kwam het nummer tot plek 8, waarmee het ABBA's vierde en laatste top 10-hit werd in dat land.

## Hitnotering
| "The Winner Takes It All" in de Nederlandse Top 40 - binnen: 02-08-1980 | "The Winner Takes It All" in de Nederlandse Top 40 - binnen: 02-08-1980 | "The Winner Takes It All" in de Nederlandse Top 40 - binnen: 02-08-1980 | "The Winner Takes It All" in de Nederlandse Top 40 - binnen: 02-08-1980 | "The Winner Takes It All" in de Nederlandse Top 40 - binnen: 02-08-1980 | "The Winner Takes It All" in de Nederlandse Top 40 - binnen: 02-08-1980 | "The Winner Takes It All" in de Nederlandse Top 40 - binnen: 02-08-1980 | "The Winner Takes It All" in de Nederlandse Top 40 - binnen: 02-08-1980 | "The Winner Takes It All" in de Nederlandse Top 40 - binnen: 02-08-1980 | "The Winner Takes It All" in de Nederlandse Top 40 - binnen: 02-08-1980 | "The Winner Takes It All" in de Nederlandse Top 40 - binnen: 02-08-1980 | "The Winner Takes It All" in de Nederlandse Top 40 - binnen: 02-08-1980 | "The Winner Takes It All" in de Nederlandse Top 40 - binnen: 02-08-1980 | "The Winner Takes It All" in de Nederlandse Top 40 - binnen: 02-08-1980 | "The Winner Takes It All" in de Nederlandse Top 40 - binnen: 02-08-1980 | "The Winner Takes It All" in de Nederlandse Top 40 - binnen: 02-08-1980 |
| Week                                                                    | 1                                                                       | 2                                                                       | 3                                                                       | 4                                                                       | 5                                                                       | 6                                                                       | 7                                                                       | 8                                                                       | 9                                                                       | 10                                                                      | 11                                                                      | 12                                                                      | 13                                                                      | 14                                                                      |                                                                         |
| ----------------------------------------------------------------------- | ----------------------------------------------------------------------- | ----------------------------------------------------------------------- | ----------------------------------------------------------------------- | ----------------------------------------------------------------------- | ----------------------------------------------------------------------- | ----------------------------------------------------------------------- | ----------------------------------------------------------------------- | ----------------------------------------------------------------------- | ----------------------------------------------------------------------- | ----------------------------------------------------------------------- | ----------------------------------------------------------------------- | ----------------------------------------------------------------------- | ----------------------------------------------------------------------- | ----------------------------------------------------------------------- | ----------------------------------------------------------------------- |
| Nummer                                                                  | 17                                                                      | 6                                                                       | 3                                                                       | 1                                                                       | 1                                                                       | 1                                                                       | 1                                                                       | 1                                                                       | 1                                                                       | 2                                                                       | 6                                                                       | 12                                                                      | 20                                                                      | 32                                                                      | uit                                                                     |

| "The Winner Takes It All" in de Nederlandse Nationale Hitparade - binnen: 09-08-1980 | "The Winner Takes It All" in de Nederlandse Nationale Hitparade - binnen: 09-08-1980 | "The Winner Takes It All" in de Nederlandse Nationale Hitparade - binnen: 09-08-1980 | "The Winner Takes It All" in de Nederlandse Nationale Hitparade - binnen: 09-08-1980 | "The Winner Takes It All" in de Nederlandse Nationale Hitparade - binnen: 09-08-1980 | "The Winner Takes It All" in de Nederlandse Nationale Hitparade - binnen: 09-08-1980 | "The Winner Takes It All" in de Nederlandse Nationale Hitparade - binnen: 09-08-1980 | "The Winner Takes It All" in de Nederlandse Nationale Hitparade - binnen: 09-08-1980 | "The Winner Takes It All" in de Nederlandse Nationale Hitparade - binnen: 09-08-1980 | "The Winner Takes It All" in de Nederlandse Nationale Hitparade - binnen: 09-08-1980 | "The Winner Takes It All" in de Nederlandse Nationale Hitparade - binnen: 09-08-1980 | "The Winner Takes It All" in de Nederlandse Nationale Hitparade - binnen: 09-08-1980 | "The Winner Takes It All" in de Nederlandse Nationale Hitparade - binnen: 09-08-1980 | "The Winner Takes It All" in de Nederlandse Nationale Hitparade - binnen: 09-08-1980 | "The Winner Takes It All" in de Nederlandse Nationale Hitparade - binnen: 09-08-1980 | "The Winner Takes It All" in de Nederlandse Nationale Hitparade - binnen: 09-08-1980 |
| Week                                                                                 | 1                                                                                    | 2                                                                                    | 3                                                                                    | 4                                                                                    | 5                                                                                    | 6                                                                                    | 7                                                                                    | 8                                                                                    | 9                                                                                    | 10                                                                                   | 11                                                                                   | 12                                                                                   | 13                                                                                   | 14                                                                                   |                                                                                      |
| ------------------------------------------------------------------------------------ | ------------------------------------------------------------------------------------ | ------------------------------------------------------------------------------------ | ------------------------------------------------------------------------------------ | ------------------------------------------------------------------------------------ | ------------------------------------------------------------------------------------ | ------------------------------------------------------------------------------------ | ------------------------------------------------------------------------------------ | ------------------------------------------------------------------------------------ | ------------------------------------------------------------------------------------ | ------------------------------------------------------------------------------------ | ------------------------------------------------------------------------------------ | ------------------------------------------------------------------------------------ | ------------------------------------------------------------------------------------ | ------------------------------------------------------------------------------------ | ------------------------------------------------------------------------------------ |
| Nummer                                                                               | 11                                                                                   | 7                                                                                    | 1                                                                                    | 1                                                                                    | 1                                                                                    | 1                                                                                    | 1                                                                                    | 5                                                                                    | 3                                                                                    | 3                                                                                    | 12                                                                                   | 16                                                                                   | 24                                                                                   | 43                                                                                   | uit                                                                                  |

### Evergreen Top 1000
| Evergreen Top 1000 "The Winner Takes It Al" | Evergreen Top 1000 "The Winner Takes It Al" | Evergreen Top 1000 "The Winner Takes It Al" | Evergreen Top 1000 "The Winner Takes It Al" | Evergreen Top 1000 "The Winner Takes It Al" | Evergreen Top 1000 "The Winner Takes It Al" | Evergreen Top 1000 "The Winner Takes It Al" | Evergreen Top 1000 "The Winner Takes It Al" | Evergreen Top 1000 "The Winner Takes It Al" | Evergreen Top 1000 "The Winner Takes It Al" | Evergreen Top 1000 "The Winner Takes It Al" | Evergreen Top 1000 "The Winner Takes It Al" | Evergreen Top 1000 "The Winner Takes It Al" | Evergreen Top 1000 "The Winner Takes It Al" | Evergreen Top 1000 "The Winner Takes It Al" | Evergreen Top 1000 "The Winner Takes It Al" | Evergreen Top 1000 "The Winner Takes It Al" |
| Jaar                                        | 2008                                        | 2009                                        | 2010                                        | 2011                                        | 2012                                        | 2013                                        | 2014                                        | 2015                                        | 2016                                        | 2017                                        | 2018                                        | 2019                                        | 2020                                        | 2021                                        | 2022                                        | 2023                                        |
| ------------------------------------------- | ------------------------------------------- | ------------------------------------------- | ------------------------------------------- | ------------------------------------------- | ------------------------------------------- | ------------------------------------------- | ------------------------------------------- | ------------------------------------------- | ------------------------------------------- | ------------------------------------------- | ------------------------------------------- | ------------------------------------------- | ------------------------------------------- | ------------------------------------------- | ------------------------------------------- | ------------------------------------------- |
| Positie                                     | -                                           | -                                           | -                                           | -                                           | 134                                         | 166                                         | 56                                          | 96                                          | 100                                         | 121                                         | 63                                          | 66                                          | 112                                         | 101                                         | 99                                          | 102                                         |

### NPO Radio 2 Top 2000
| Nummer met noteringen in de NPO Radio 2 Top 2000 | '99 | '00 | '01 | '02 | '03 | '04 | '05 | '06 | '07 | '08 | '09 | '10 | '11 | '12 | '13 | '14 | '15 | '16 | '17 | '18 | '19 | '20 | '21 | '22 | '23 | '24 |
| ------------------------------------------------ | --- | --- | --- | --- | --- | --- | --- | --- | --- | --- | --- | --- | --- | --- | --- | --- | --- | --- | --- | --- | --- | --- | --- | --- | --- | --- |
| The Winner Takes It All                          | 35  | 92  | 106 | 103 | 77  | 133 | 113 | 140 | 94  | 107 | 121 | 104 | 176 | 201 | 197 | 135 | 174 | 165 | 192 | 176 | 182 | 141 | 133 | 128 | 130 | 143 |

1. ↑  Een vetgedrukt getal geeft de hoogste notering aan.

### De klassiekers van de jaren 80
The Winner Takes It All haalde in 2012 de eerste plaats in de top 80 van de jaren 80 op Radio 2.

## Trivia
- Het nummer is opgenomen in de musical Mamma Mia!, waarin het wordt gezongen door Donna. De context van het verhaal is dat Donna nog steeds houdt van Sam, maar hem niet kan vergeven voor wat hij haar heeft aangedaan. In de film Mamma Mia! wordt het nummer gezongen door Meryl Streep. In de Nederlandse versie (met Simone Kleinsma) heet dit nummer De winnaar krijgt de macht.